# مدیا به زندان می‌رود
مدیا به زندان می‌رود (انگلیسی: Madea Goes to Jail) فیلمی در ژانر کمدی-درام به کارگردانی تایلر پری است که در سال ۲۰۰۹ منتشر شد.

## بازیگران
- کشیا نایت پولیام
- درک لوک
- وایولا دیویس
- دیوید مان
- ونسا فرلیتو
- سوفیا ورگارا